# Flora of North America
Flora of North America är ett flervolymsverk som beskriver Nordamerikas inhemska växter, verket finns även delvis tillgängligt online. Det förväntas bestå av 30 volymer och bli det första verket som behandlar all känd flora norr om Mexiko. 